# Monte Strega (Elba)
Il Monte Strega è un rilievo dell'isola d'Elba.

## Descrizione
Situata nella parte orientale dell'isola, raggiunge un'altezza di 427 metri sul livello del mare.

## Accesso alla cima
Il monte Strega è accessibile per sentiero, utilizzando il tracciato della Grande Traversata Elbana.